# ريكتسياوية
الريكتسياوية (الاسم العلمي: Rickettsieae) هي قبيلة من البكتيريا تتبع الفصيلة الريكتسية من رتبة الريكتسيات.

## أجناس الريكتسياوية
- الريكتسيا